# Густав фон Вангенгайм
Густав фон Вангенгайм (також Густав фон Вангенхайм, нім. Gustav von Wangenheim, народився 18 лютого 1895 у Вісбадені, Німеччина — помер 5 серпня 1975 в Берліні, Німеччина) — німецький актор, режисер та сценарист. Найбільше відомий за роллю Гуттера у фільмі Фрідріха Вільгельма Мурнау «Носферату. Симфонія жаху».

## Життєпис
Батьки Густава були акторами. Його батько, знаний під псевдонімом Едуард фон Вінтерштайн, зіграв більше ніж в 200 фільмах, в період 1910—1960.
Густав був одружений з актрисою — Інгою фон Вангенхайм. Пізніше вони розлучилася. Зі шлюбу у них ще один син — Фрідель.
В 1921 Густав фон Вангенгайм вступив у Комуністичну партію Німеччини.
В 1931 став засновником театральної компанії, яка не проіснувала довго.

## Творчість
З початку 1920 Густав здобув велику популярність. Його знаменитими фільмами були:
- короткометражка «Доньки Колхизела» (1920),
- «Ромео і Джульетта в снігу» (1920),
- фільм жахів «Тіні: Нічна галюцинація» (1923)
- комедійна мелодрама «Жінка на Місяці» (1929)

Фільмографія
1. Гомункулус (1916)
2. Фердинанд Лассаль (1918)
3. Доньки Калхизела (1920)
4. Ромео і Джульетта в снігу (1920)
5. Носферату. Симфонія жаху (1922)
6. Кам'яний вершник (1923)
7. Тіні: нічна галюцинація (1923)
8. Жінка на Місяці (1929)
9. Дантон (1931)

Режисер та сценарист
1. Таємні шлюби (1956)
2. Небезпечний вантаж (1954)
3. Знову 48 (1948)